# Тајланд на Светском првенству у атлетици на отвореном 2019.
Тајланд је учествовао на 17. Светском првенству у атлетици на отвореном 2019. одржаном у Дохи од 27. септембра до 6. октобра седамнаести пут, односно учествовао је на свим првенствима до данас. Репрезентацију Тајланда представљао је 1 такмичар који се такмичио у маратону.,
На овом првенству представник Тајланд није завршио трку.

## Учесници
Мушкарци:
- Tony Ah-Thit Payne — Маратон

## Резултати

### Мушкарци
| Атлетичар          | Дисциплина | Лични рекорд | Квалификације | Квалификације | Полуфинале | Полуфинале | Финале            | Финале            | Детаљи |
| Атлетичар          | Дисциплина | Лични рекорд | Резултат      | Место         | Резултат   | Место      | Резултат          | Место             | Детаљи |
| ------------------ | ---------- | ------------ | ------------- | ------------- | ---------- | ---------- | ----------------- | ----------------- | ------ |
| Tony Ah-Thit Payne | Маратон    | 2:16:56      |               |               |            |            | Није завршио трку | Није завршио трку |        |